# 조성길
조성길(1975년 ~ )은 전 조선민주주의인민공화국의 외교관이다.

## 생애
평양외국어대를 졸업했다.
2017년 9월, 북한 6차 핵실험을 이유로 이탈리아 정부가 문정남 당시 주이탈리아 북한 대사를 추방한 이후 대사대리를 맡았다. 사치품 조달 실무 책임자였던 조성길 3등 서기관을 1등 서기관으로 올려서 대리대사를 하게 했다. 한국 외교의 경우, 재외공관에 나가게 되면 1등 서기관(4급 서기관), 2등 서기관(5급 사무관), 3등 서기관(6~7급)으로 부르고 있다. 외무고시에 합격하면 2등 서기관으로 시작한다. 태영호는 공사였는데, 한국에서 공사는 2급 공무원이다. 대사는 차관급이다.
조 전 대사대리는 이탈리아 근무 시절 김정은 북한 국무위원장의 요트, 와인 등 사치품을 공급하는 담당자를 실무 총괄했다는 게 한국 정보당국의 대체적인 평가다. 또 로마에 유엔 식량농업기구(FAO) 세계식량계획(WFP) 본부가 있는 만큼 북한 내 부족한 식량 조달을 위해 모종의 역할을 맡고 있었다는 관측도 있다.
2018년 11월 10일, 조성길 전 대사대리가 부인과 함께 이탈리아 로마에서 사라졌다. 미국 등 제3국 망명설이 나왔다.
2018년 11월 14일, 조 전 대사대리의 고등학생 딸이 북한으로 송환됐다. 조성길과 사적으로 아는 안토니오 라치 전 이탈리아 상원의원은 한 매체에 "두 자녀를 키우기 위해 망명을 선택한 것 같다"고 말했다.
아버지와 장인 역시 북한에서 대사를 지냈다. 조성길의 장인은 이도섭 전 태국 주재 북한대사다. 조 대사대리의 장인인 이도섭 전 태국주재 북한 대사는 북한 정상의 행사 의전 관리를 오래 했으며, 조 대사대리의 부인 역시 평양 의학대학을 졸업했다며 부부가 이탈리아에 나갈 때 자녀 1명도 데리고 나갔다고 전했다. 한편 이탈리아 일간 라 레푸블리카는 외교소식통을 인용, 조성길이 미국 망명을 원하고 있으며 현재 이탈리아 정보 당국의 보호를 받고 있다고 보도했다.
이탈리아 언론에서는, "2018년 11월 중순 이탈리아 정보기관 해외정보보안국(AISE)에 경호와 지원을 요청"했으며 "이탈리아 정부는 이 문제를 미국과 은밀하게 협의해 왔다"고 보도했다. 로마의 또 다른 일간지는 영국행 가능성을 제기했다.
2019년 1월, 태영호 전 영국 주재 북한대사관 공사가 ‘조성길에게 보내는 편지’를 통해 조 전 대사대리를 ‘친구’로 부르며 그에게 한국행을 권유하는 공개편지가 언론에 보도되었다. 태영호 국민의힘 의원은 조성길에 대해 “나와 비교도 되지 않을 정도로 부유하고 가문도 좋다”고 말했다. 조성길은 태영호 보다 7살 어리다. 평양 고려호텔 앞에 있는, 북한에서 가장 좋은 아파트에서 살았다.
2019년 1월 29일, 국정원은 국회 정보위원회 전체회의에서 "외교관인 조성길을 조달 총책으로 보기에는 무리가 있다"며 조 전 대사대리가 김정은 위원장의 사치품 조달 책임자는 아닌 것으로 본다고 말했다.
1월 29일, 북한 사정에 정통한 소식통은 "조 전 대사 대리가 돈 문제로 인해 현지 근무지를 이탈했다고 복수의 정보원으로부터 들었다"며 "문제가 된 자금 규모는 6000만 달러(약 670억원) 정도"라고 밝혔다. "북한에 보낼 상납금을 조성하는 과정에서 사고가 났거나 관리하던 자금에 문제가 생겨 상당한 위협을 느낀 것으로 보인다"고 말했다.
2019년 7월, 조성길 주이탈리아 대사 대리가 망명을 요청, 제3국을 거쳐 한국에 들어왔다. 부인과 동행했다. 조 전 대사대리 한국행은 1997년 황장엽 전 노동당 국제비서 망명 이후 20년만의 북한 최고위급 인사 망명이다. 언론에서는 대리대사도 대사여서 차관급으로 보도하고 있다. YTN은 "과거 황장엽 선생이 어떻게 보면 장관급이었고 이 대리대사는 지금 장승길 대사에 이어서 두 번째 대사급 아니겠습니까? 거의 차관급"이라고 보도했다.

## 장성택과 관련?
2013년 12월 12일, 김정은의 고모부인 장성택이 처형되었다. 장성택이 맡던 북한판 국정원 보위부는 김여정이 맡게 되었다.
장성택 처형 직후 김정은은 '장성택 추종 세력 명단'을 만들어 장성택 측근과 가족들을 비밀리에 무자비하게 처형하고 숙청했다.
김명철의 동생 김경철 전 싱가포르 무역대표부 대표도 장성택 추종세력으로 몰려 이때 처형됐다. 동생이 처형당한 뒤 김정은의 유럽자금 총책, 즉 북한 노동당 39호실 유럽 자금총책인 김명철 대성무역 로마 지사장은 유럽에 있는 김정은의 비자금 일부인 4천억원을 들고 이탈리아 정보기관 AISE에 미국 망명을 요청했다. 미국이 망명을 거부하자, 김명철은 한국에 오지 않고, 2016년 4월 두 아들과 함께, 이탈리아 시민권을 획득했다. 김명철은 16년간 대성무역 로마 지사장, 북한 노동당 39호실 대성지도국 유럽지국 총국장으로 장기 근무했다. 김명철이란 이름은 이탈리아 현지에서 자신이 스스로 사용하던 이름이다.
박근혜 정부 당시 국정원은 AISE와 CIA의 협조 속에 김명철의 국내 망명을 추진했다. 그러나 무산되었다.
김명철이 망명하고 나서, 그 유럽자금 총책을 맡은 인물이 조성길이다. 그런데 그 조성길도 2018년 11월 10일, 이탈리아 정보기관 AISE에 미국 망명을 요청한 것이다. 언론에서 자세한 보도는 없지만, 장성택이 상당히 오랜 기간 북한의 해외공작을 주도한 사람이어서, 조성길도 결국 장성택 라인으로 밝혀진 것이 아닌가 하는 추측이 가능하다. 또한 망명 루트도, 우연인지 몰라도, 김명철과 동일하게 이탈리아 정보기관 AISE에 미국 망명을 요청했다. 유럽자금팀인 대성무역 로마 지사 핵심직원들 전체가 오랜기간 신뢰를 쌓은 AISE 현장 요원이 있어서, 유사시를 대비해 어떤 도주로를 만들어 놓은 것은 것처럼 보인다.

## 같이 보기
- 해외정보보안국(AISE)